# 13e brigade de chasseurs (Ukraine)
Pour les articles homonymes, voir 13e brigade.
La 13e brigade de chasseurs (en ukrainien : 13-та окрема єгерська бригада, abrégé en 13 ОЄБр) est une grande unité d'infanterie légère de l'Armée de terre ukrainienne.

## Historique
La 13e brigade de chasseurs est créée le 10 février 2023, dans le cadre du développement des Forces armées ukrainiennes avant la contre-offensive ukrainienne de 2023. Comme les autres brigades de chasseurs (єгерська, yegerska, de l'allemand jäger), elle est organisée autour de bataillons d'infanterie légère, spécialisés dans le combat par petits groupes en zones forestières et marécageuses : c'est l'équivalent des unités de chasseurs à pied français et de rangers américains.
En mars 2023 la brigade, qui était en formation, était placée en réserve, et stationnée dans les forêts de la région de Rivne à la frontière avec la Biélorussie avec la 88e brigade mécanisée et équipées de matériel occidental.
Des soldats de la brigade ont participé à des exercices organisés par la Norvège en mai 2023, auxquels ont participé plus de 3 000 hommes afin d'être formés au combat forestier,.
En 2024, la brigade ne prend pas part au combat, elle est déployée à la frontière biélorusse en protection de Kiev dans la zone d'exclusion de Tchernobyl, notamment composée des marais de Prypiat et de zones fortement boisées ce qui correspond à sa formation initiale.

## Structure
- État-major de la brigade, avec la compagnie de protection du QG ;
- 1er bataillon de chasseurs (1-й єгерський батальйон) ;
- 2e bataillon de chasseurs ;
- 3e bataillon de chasseurs ;
- 4e bataillon de chasseurs ;
- groupe d'artillerie de la brigade ;
- bataillon antiaérien ;
- compagnie de reconnaissance ;
- bataillon du génie ;
- bataillon de maintenance ;
- bataillon logistique ;
- compagnie de transmissions ;
- compagnie de radar (désignation d'objectifs) ;
- compagnie médicale (soins et évacuation)[7].

Peu d'informations sont disponibles sur l'équipement de cette brigade ; elle ne dispose pas du bataillon de chars habituel, avec peu de véhicules blindés pour rester légère, tout en étant motorisée.